# Eime (eiland)
Eime is een eiland in Noorwegen. Het eiland is gelegen in de Kvitsøyfjord, in de gemeente Kvitsøy. Het heeft een grootte van 17 hectare en is onbewoond. Het is een vermaard vogelreservaat.